# 歧裂水毛茛
歧裂水毛茛（学名：Batrachium divaricatum）为毛茛科水毛茛属下的一个种。

## 扩展阅读
- 維基物種上的相關：歧裂水毛茛